# Principe de médiocrité
 (novembre 2012).
Si vous disposez d'ouvrages ou d'articles de référence ou si vous connaissez des sites web de qualité traitant du thème abordé ici, merci de compléter l'article en donnant les références utiles à sa vérifiabilité et en les liant à la section « Notes et références ».
Le principe de médiocrité est un principe cosmologique et philosophique, selon lequel la situation de la Terre et de ses habitants est « médiocre » (au sens de moyen, dans la moyenne, sans sens péjoratif) dans l'Univers.
Le caractère « quelconque » de sa position est  cependant relativisé par la notion de zone habitable.
Selon le principe de médiocrité, le Soleil serait une étoile banale (avec une majorité d'étoiles plus petites et d'autres bien plus grandes), située en un lieu quelconque de la Voie lactée (galaxie comprenant le système solaire), laquelle serait également quelconque par rapport aux milliards de galaxies recensées.
Par extension, le principe de médiocrité, en tant qu’heuristique, cherche à s'appliquer à la question de l'apparition de la vie.